# Haapasaaret (ö i Finland, Satakunta)
Haapasaaret är en ö i Finland. Den ligger i sjön Sääksjärvi och i kommunen Kumo i den ekonomiska regionen  Björneborgs ekonomiska region  och landskapet Satakunta, i den sydvästra delen av landet, 200 km nordväst om huvudstaden Helsingfors. Öns area är 0,3 hektar och dess största längd är 110 meter i nord-sydlig riktning.  Notera att namnet antyder att det är fråga om flera öar.